# Wanted: A Husband (film 1916)
Wanted: A Husband è un cortometraggio muto del 1916 diretto da Al Christie.

## Produzione
Il film fu prodotto dalla Nestor Film Company.

## Distribuzione
Distribuito dall'Universal Film Manufacturing Company, il film - un cortometraggio di una bobina - uscì nelle sale cinematografiche USA il 19 giugno 1916.